# Molen van Aerden
De Molen van Aerden is een windmolen van het type beltmolen. De molen bevindt zich in het Noord-Brabantse Nispen (gemeente Roosendaal).
De molen is gebouwd in 1850 en werd gebruikt als korenmolen. Opdrachtgever voor de bouw was Johannes van de Weijgert, die de molen vier jaar later verkocht aan Johannes Ludovicus Aerden uit Wouw. Hij was een zoon van Jacobus Aerden die niet alleen eigenaar was van molen De Arend aldaar, maar ook van de molen in Essen-Hoek. Om minder afhankelijk te zijn van de wind werd in 1883 een stoommachine geplaatst en in 1903 een petroleummotor. In 1918 kreeg de molen aansluiting op het elektriciteitsnet. Toch werd ook op de wind gemalen: in 1936 installeerde molenmaker Marinus van Riet zijn systeem van zelfzwichting, het van Riet-systeem, op beide roeden.
Tot 1951 werd er op de wind gemalen. In 1975 kocht de gemeente Roosendaal en Nispen de Molen van Aerden om deze te laten restaureren. Het zelfzwichtingssysteem is daarbij hersteld. Later is de molen opnieuw gerestaureerd en in 1998 is hij maalvaardig gemaakt. De inrichting omvat onder andere 1 koppel 17der en 1 koppel 16der kunststenen en 1 koppel 14der blauwe stenen.
De molen zou regelmatig moeten draaien, dit om het unieke van het Van Riet-systeem niet te laten vervallen. Dit is echter toch gebeurd en anno 2011 moest de molen opnieuw gerestaureerd worden. De Molen van Aerden is weer compleet opgeknapt, en draait inmiddels regelmatig, toch bijna wekelijks.